# ヤッシャ・ホーレンシュタイン
ヤッシャ・ホーレンシュタイン（Jascha Horenstein, ウクライナ語: Яша Горенштейн, 1898年5月6日 - 1973年4月2日）は、ウクライナ出身のアメリカ合衆国で活躍したユダヤ系指揮者。

## 生涯
オーストリア人を母親にキエフに生まれる。父親はロシア人で、1911年に家族に連れられウィーンに転居し、同地でフランツ・シュレーカーほかに師事する。その後、ベルリンに移ってヴィルヘルム・フルトヴェングラーの助手を務める。1920年代にはウィーン交響楽団やベルリン・フィルハーモニー管弦楽団を指揮する。ナチスが権力を掌握すると亡命を余儀なくされ、1940年に渡米、最終的にアメリカ国籍を取得した。ロンドンで他界している。

## 逸話
- ホーレンシュタインはとりわけ現代音楽の擁護者として記憶されており、またアントン・ブルックナーやグスタフ・マーラーがまだ流行に乗る前から、これらの作曲家の作品を熱心に支持した。1929年にベルクの『叙情組曲』弦楽合奏版を初演したほか、1950年には、同じくベルクのオペラ『ヴォツェック』の、演奏会形式による最初の上演を試みた。その他、ロバート・シンプソンの交響曲第3番の録音をも行なった。
- ホーレンシュタインの指揮者としての技量を物語るものとして、イギリスBBCが1958年度の予算消化のため、急遽計画したマーラーの交響曲第8番の演奏のエピソードが挙げられる。「千人の交響曲」と称される膨大な演奏者を必要とする作品を、総練習なし、しかもホーレンシュタイン自身初めて振るという条件の元、1959年3月20日にぶっつけ本番で成功させたのである。
- 姉はピアニストのレオ・シロタと結婚した。姪ベアテ・シロタ・ゴードンは、GHQ憲法草案制定会議のメンバーとして日本国憲法の起草に関わった。

## 評価
ヴァイオリニストのイヴリー・ギトリスは、ホーレンシュタインを「とても優秀」と評している。